# Szpyczynci (hromada Derażnia)
Szpyczynci (ukr. Шпичинці, hist. pol. Spiczyńce, Szpiczyńce) – wieś na Ukrainie, w obwodzie chmielnickim, w rejonie chmielnickim, w hromadzie Derażnia. W 2001 liczyła 665 mieszkańców, spośród których 655 wskazało jako ojczysty język ukraiński, 9 rosyjski, a 1 mołdawski.